# Malce (Nisko)
Malce – część miasta Nisko w województwie podkarpackim, w powiecie niżańskim, w gminie miejsko-wiejskiej Nisko. Leży w północnej części miasta, w rejonie ulicy Pięknej.